# Judo vid olympiska sommarspelen 2024
Judo vid olympiska sommarspelen 2024 arrangerades mellan 27 juli och 3 augusti 2024 i Grand Palais Éphémère i Paris i Frankrike.

## Medaljsammanfattning
| Damer                               | Guld                          | Silver                            | Brons                          |
| Extra lättvikt (48 kg) Detaljer...  | Natsumi Tsunoda Japan         | Bavuudorjiin Baasankhüü Mongoliet | Shirine Boukli Frankrike       |
| Extra lättvikt (48 kg) Detaljer...  | Natsumi Tsunoda Japan         | Bavuudorjiin Baasankhüü Mongoliet | Tara Babulfath Sverige         |
| Halv lättvikt (52 kg) Detaljer...   | Diyora Keldiyorova Uzbekistan | Distria Krasniqi Kosovo           | Larissa Pimenta Brasilien      |
| Halv lättvikt (52 kg) Detaljer...   | Diyora Keldiyorova Uzbekistan | Distria Krasniqi Kosovo           | Amandine Buchard Frankrike     |
| Lättvikt (57 kg) Detaljer...        | Christa Deguchi Kanada        | Huh Mi-mi Sydkorea                | Haruka Funakubo Japan          |
| Lättvikt (57 kg) Detaljer...        | Christa Deguchi Kanada        | Huh Mi-mi Sydkorea                | Sarah-Léonie Cysique Frankrike |
| Halv mellanvikt (63 kg) Detaljer... | Andreja Leški Slovenien       | Prisca Awiti Alcaraz Mexiko       | Clarisse Agbegnenou Frankrike  |
| Halv mellanvikt (63 kg) Detaljer... | Andreja Leški Slovenien       | Prisca Awiti Alcaraz Mexiko       | Laura Fazliu Kosovo            |
| Mellanvikt (70 kg) Detaljer...      | Barbara Matić Kroatien        | Miriam Butkereit Tyskland         | Michaela Polleres Österrike    |
| Mellanvikt (70 kg) Detaljer...      | Barbara Matić Kroatien        | Miriam Butkereit Tyskland         | Gabriella Willems Belgien      |
| Halv tungvikt (78 kg) Detaljer...   | Alice Bellandi Italien        | Inbar Lanir Israel                | Ma Zhenzhao Kina               |
| Halv tungvikt (78 kg) Detaljer...   | Alice Bellandi Italien        | Inbar Lanir Israel                | Patrícia Sampaio Portugal      |
| Tungvikt (+78 kg) Detaljer...       | Beatriz Souza Brasilien       | Raz Hershko Israel                | Kim Ha-yun Sydkorea            |
| Tungvikt (+78 kg) Detaljer...       | Beatriz Souza Brasilien       | Raz Hershko Israel                | Romane Dicko Frankrike         |

| Herrar                              | Guld                          | Silver                       | Brons                               |
| Extra lättvikt (60 kg) Detaljer...  | Yeldos Smetov Kazakstan       | Luka Mkheidze Frankrike      | Ryuju Nagayama Japan                |
| Extra lättvikt (60 kg) Detaljer...  | Yeldos Smetov Kazakstan       | Luka Mkheidze Frankrike      | Francisco Garrigós Spanien          |
| Halv lättvikt (66 kg) Detaljer...   | Hifumi Abe Japan              | Willian Lima Brasilien       | Gusman Kyrgyzbayev Kazakstan        |
| Halv lättvikt (66 kg) Detaljer...   | Hifumi Abe Japan              | Willian Lima Brasilien       | Denis Vieru Moldavien               |
| Lättvikt (73 kg) Detaljer...        | Hidayet Heydarov Azerbajdzjan | Joan-Benjamin Gaba Frankrike | Adil Osmanov Moldavien              |
| Lättvikt (73 kg) Detaljer...        | Hidayet Heydarov Azerbajdzjan | Joan-Benjamin Gaba Frankrike | Soichi Hashimoto Japan              |
| Halv mellanvikt (81 kg) Detaljer... | Takanori Nagase Japan         | Tato Grigalasjvili Georgien  | Lee Joon-hwan Sydkorea              |
| Halv mellanvikt (81 kg) Detaljer... | Takanori Nagase Japan         | Tato Grigalasjvili Georgien  | Somon Makhmadbekov Tadzjikistan     |
| Mellanvikt (90 kg) Detaljer...      | Lasja Bekauri Georgien        | Sanshiro Murao Japan         | Maxime-Gaël Ngayap Hambou Frankrike |
| Mellanvikt (90 kg) Detaljer...      | Lasja Bekauri Georgien        | Sanshiro Murao Japan         | Theodoros Tselidis Grekland         |
| Halv tungvikt (100 kg) Detaljer...  | Zelym Kotsoiev Azerbajdzjan   | Ilia Sulamanidze Georgien    | Peter Paltchik Israel               |
| Halv tungvikt (100 kg) Detaljer...  | Zelym Kotsoiev Azerbajdzjan   | Ilia Sulamanidze Georgien    | Muzaffarbek Turoboyev Uzbekistan    |
| Tungvikt (+100 kg) Detaljer...      | Teddy Riner Frankrike         | Kim Min-jong Sydkorea        | Temur Rakhimov Tadzjikistan         |
| Tungvikt (+100 kg) Detaljer...      | Teddy Riner Frankrike         | Kim Min-jong Sydkorea        | Alisher Yusupov Uzbekistan          |

| Mixedlag             | Guld | Silver | Brons |
| Mixedlag Detaljer... | Frankrike Shirine Boukli Joan-Benjamin Gaba Amandine Buchard Walide Khyar Sarah-Léonie Cysique Luka Mkheidze Clarisse Agbegnenou Alpha Oumar Djalo Marie-Ève Gahié Maxime-Gaël Ngayap Hambou Romane Dicko Aurelien Diesse Madeleine Malonga Teddy Riner | Japan Uta Abe Hifumi Abe Haruka Funakubo Soichi Hashimoto Natsumi Tsunoda Ryuju Nagayama Saki Niizoe Sanshiro Murao Miku Takaichi Takanori Nagase Aaron Wolf Rika Takayama Akira Sone Tatsuru Saito | Brasilien Daniel Cargnin Leonardo Gonçalves Willian Lima Rafael Macedo Guilherme Schimidt Rafael Silva Larissa Pimenta Ketleyn Quadros Rafaela Silva Beatriz Souza |
| Mixedlag Detaljer... | Frankrike Shirine Boukli Joan-Benjamin Gaba Amandine Buchard Walide Khyar Sarah-Léonie Cysique Luka Mkheidze Clarisse Agbegnenou Alpha Oumar Djalo Marie-Ève Gahié Maxime-Gaël Ngayap Hambou Romane Dicko Aurelien Diesse Madeleine Malonga Teddy Riner | Japan Uta Abe Hifumi Abe Haruka Funakubo Soichi Hashimoto Natsumi Tsunoda Ryuju Nagayama Saki Niizoe Sanshiro Murao Miku Takaichi Takanori Nagase Aaron Wolf Rika Takayama Akira Sone Tatsuru Saito | Sydkorea Lee Hye-kyeong Kim Won-jin Jung Ye-rin An Ba-ul Huh Mi-mi Kim Ji-su Lee Joon-hwan Han Ju-yeop Yoon Hyun-ji Kim Ha-yun Kim Min-jong                        |

Denna tabell: visa • redigera

## Medaljtabell
| Pl.    | Nation       | Guld | Silver | Brons | Totalt |
| ------ | ------------ | ---- | ------ | ----- | ------ |
| 1      | Japan        | 3    | 0      | 3     | 8      |
| 2      | Frankrike    | 2    | 2      | 6     | 10     |
| 3      | Azerbajdzjan | 2    | 0      | 0     | 2      |
| 4      | Georgien     | 1    | 2      | 0     | 3      |
| 5      | Brasilien    | 1    | 1      | 2     | 4      |
| 6      | Uzbekistan   | 1    | 0      | 2     | 3      |
| 7      | Kazakstan    | 1    | 0      | 1     | 2      |
| 8      | Kanada       | 1    | 0      | 0     | 1      |
| 8      | Kroatien     | 1    | 0      | 0     | 1      |
| 8      | Italien      | 1    | 0      | 0     | 1      |
| 8      | Slovenien    | 1    | 0      | 0     | 1      |
| 12     | Sydkorea     | 0    | 1      | 0     | 1      |
| 13     | Israel       | 0    | 2      | 1     | 3      |
| 14     | Kosovo       | 0    | 1      | 1     | 2      |
| 15     | Mexiko       | 0    | 1      | 0     | 1      |
| 15     | Mongoliet    | 0    | 1      | 0     | 1      |
| 15     | Tyskland     | 0    | 1      | 0     | 1      |
| 18     | Moldavien    | 0    | 0      | 2     | 2      |
| 18     | Tadzjikistan | 0    | 0      | 2     | 2      |
| 20     | Belgien      | 0    | 0      | 1     | 1      |
| 20     | Grekland     | 0    | 0      | 1     | 1      |
| 20     | Kina         | 0    | 0      | 1     | 1      |
| 20     | Portugal     | 0    | 0      | 1     | 1      |
| 20     | Spanien      | 0    | 0      | 1     | 1      |
| 20     | Sverige      | 0    | 0      | 1     | 1      |
| 20     | Österrike    | 0    | 0      | 1     | 1      |
| Totalt | Totalt       | 15   | 15     | 30    | 60     |

### Fotnoter
1. ↑  Olympic Games Paris 2024. International Judo Federation. Läst 29 juli 2024.
2. ↑  Judo Competition Schedule. olympics.com. Läst 24 juni 2021.
3. ↑  ”Judo - Women -48 kg results”. olympics.com. https://olympics.com/en/paris-2024/schedule/judo/women-48-kg. Läst 29 juli 2024.
4. ↑  ”Judo - Women -52 kg results”. olympics.com. https://olympics.com/en/paris-2024/schedule/judo/women-52-kg. Läst 29 juli 2024.
5. ↑  ”Judo - Women -57 kg results”. olympics.com. https://olympics.com/en/paris-2024/schedule/judo/women-57-kg. Läst 29 juli 2024.
6. ↑  ”Judo - Men -60 kg results”. olympics.com. https://olympics.com/en/paris-2024/schedule/judo/men-60-kg. Läst 29 juli 2024.
7. ↑  ”Judo - Men -66 kg results”. olympics.com. https://olympics.com/en/paris-2024/schedule/judo/men-66-kg. Läst 29 juli 2024.
8. ↑  ”Judo - Men -73 kg results”. olympics.com. https://olympics.com/en/paris-2024/schedule/judo/men-73-kg. Läst 29 juli 2024.